# Садвакасов, Темеш
Темеш Садвакасов (1 июля 1926 — 10 февраля 2005) — советский горный инженер, партийный и общественный деятель.

## Биография
Выпускник школы в Улытау. Окончил Казахский горно-металлургический институт по специальности горный инженер (1949).
В 1949—1985 годах — горный мастер, главный инженер шахты, начальник шахты Джезказганского горно-металлургического комбината им. К. И. Сатпаева, секретарь Джезказганского городского комитета партии, начальник отдела Южно-Казахстанского областного комитета партии, заместитель начальника отдела тяжелой промышленности обкома партии, председатель исполнительного комитета Павлодарской области, заместитель министра цветной металлургии Казахской ССР.
Депутат Верховного Совета Казахской ССР 6-8-го созыва. Избран в Центральный Комитет КПК на 12-14-х её съездах.
3 раза награждён орденом Трудового Красного Знамени и медалями.